# Tichon Stepanow

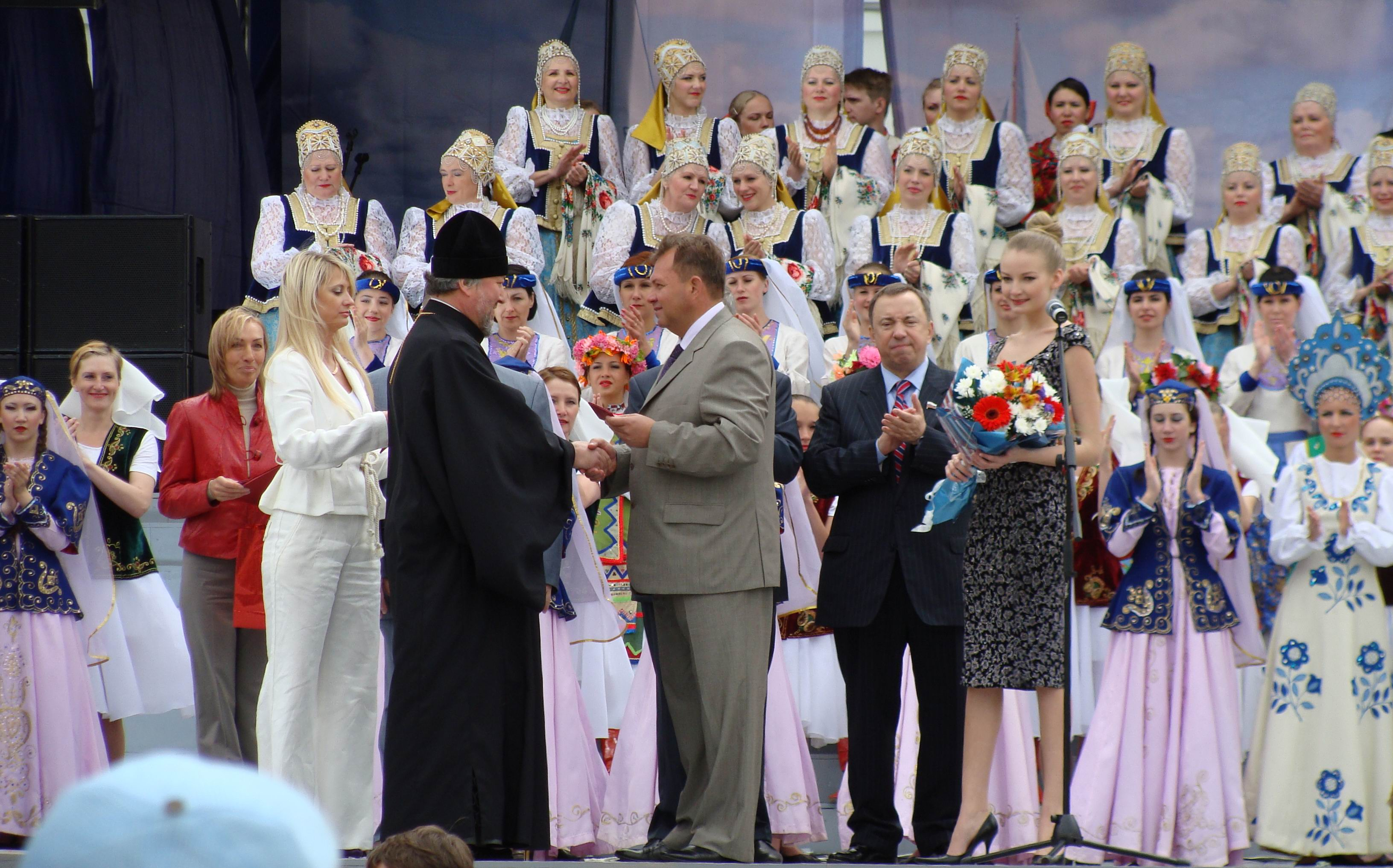
Tichon (links) im Jahr 2009 bei einer Feier zum 425-jährigen Bestehen von Archangelsk

Tichon (russisch Тихон, geboren als Nikolai Wladimirowitsch Stepanow, Николай Владимирович Степанов; * 2. März 1963 in Kostroma; † 20. Oktober 2010 in Archangelsk) war ein russisch-orthodoxer Bischof von Archangelsk und Cholmogory.

## Leben
Nikolai Stepanow wurde als Sohn des Priesters Wladimir Stepanow geboren. Nach seiner Militärzeit bei der sowjetischen Armee 1982 bis 1984 studierte er von 1984 bis 1986 am Leningrader Theologischen Seminar und von 1986 bis 1990 an der Leningrader Geistlichen Akademie sowie am St. Vladimir’s Orthodox Theological Seminary in New York. Am 28. August 1991 erhielt er von Bischof Manuel von Petrosawodsk und Olonetz die übliche Mönchstonsur; einen Tag später wurde er zum Diakon geweiht. Am 1. September 1991 wurde er zum Priester geweiht und am 16. Juni 1992 in den Rang eines Abtes erhoben.
1991 wurde er Sekretär der diözesanen Verwaltung in Petrosawodsk und persönlicher Sekretär von Bischof Manuel. Seit 1995 war er Vorsitzender des Gemeinderates und der Rektor der St. Alexander-Newski-Kathedrale in Petrosawodsk. Des Weiteren wurde er Mitglied der Ad-hoc-Arbeitsgruppe zur Planung der Wiederbelebung der orthodoxen Mission der Russisch-Orthodoxen Kirche der Diözese Petrosawodsk. Am 27. Dezember 1995 wurde er beim Treffen der Heiligen Synode zum Bischof von Archangelsk und Cholmogory gewählt. 1996 erfolgte die Ernennung zum Archimandrit. 1996 erfolgte in der Moskauer Kathedrale durch Patriarch Alexius II. die Bischofsweihe. Seit 2001 war er Vorsitzender des Kuratoriums des architektonischen Erbes des Heiligen Andrei Rubljow (Андрей Рублёв). 2002 wurde er zum stellvertretenden Vorsitzenden der gemeinsamen Arbeitsgruppe für die Zusammenarbeit zwischen der Russisch-Orthodoxen Kirche und der Evangelisch-Lutherischen Kirche von Norwegen gewählt.
Nikolai Stepanow starb in der Nacht vom 19. auf den 20. Oktober 2010.

## Ehrungen
2001 wurde er mit der Medaille des „Verdienstorden für das Vaterland“ (Медаль ордена «За заслуги перед Отечеством») geehrt. Im selben Jahr erhielt er den Orden des ehrwürdigen Sergius von Radonesch.